# Florentin Petre
Florentin Petre (Boekarest, 15 januari 1976) is een Roemeens voormalig voetballer die uitkwam voor Victoria Brănești.

## Clubcarrière
Petre, bijgenaamd "Piticul", debuteerde in de Roemeense Liga 1 bij Dinamo Boekarest in 1994; in zijn eerste wedstrijd scoorde hij al. Na een half jaar voor UT Arad te zijn uitgekomen speelde Petre lange tijd voor Dinamo Boekarest. In 2000 raakte hij besmet met hepatitis C waardoor hij bijna 2 seizoenen aan de zijlijn stond. In 2004 keerde Petre weer terug op de velden en won een aantal belangrijke prijzen. Ook heroverde hij zijn plaats in het Roemeens nationale elftal. In april 2006 tekende Petre een driejarig contract met de Bulgaarse club CSKA Sofia. In het seizoen 2009/10 speelde hij voor het Russische FC Terek Grozny waarna hij weer terugkeerde naar CSKA Sofia. In november 2010 vertrok hij transfervrij naar Victoria Brănești waarna hij in 2011 zijn loopbaan beëindigde.

## Interlandcarrière
Op 19 augustus 1998 debuteerde Petre voor het nationale elftal in een vriendschappelijke wedstrijd in en tegen Noorwegen (0-0). Hij moest in dat duel na 49 minuten plaatsmaken voor Ioan Sabău. Petre nam met zijn vaderland deel aan Euro 2000.

## Statistieken
| Seizoen | Club              | Duels | Goals |
| ------- | ----------------- | ----- | ----- |
| 1994/95 | Dinamo Boekarest  | 7     | 1     |
|         | UT Arad           | 9     | 3     |
| 1995/96 | Dinamo Boekarest  | 30    | 3     |
| 1996/97 | Dinamo Boekarest  | 29    | 5     |
| 1997/98 | Dinamo Boekarest  | 29    | 8     |
| 1998/99 | Dinamo Boekarest  | 29    | 8     |
| 1999/00 | Dinamo Boekarest  | 22    | 7     |
| 2000/01 | Dinamo Boekarest  | 4     | 0     |
| 2001/02 | Dinamo Boekarest  | 10    | 1     |
| 2002/03 | Dinamo Boekarest  | 25    | 2     |
| 2003/04 | Dinamo Boekarest  | 24    | 4     |
| 2004/05 | Dinamo Boekarest  | 24    | 2     |
| 2005/06 | Dinamo Boekarest  | 26    | 2     |
| 2006/07 | CSKA Sofia        | 27    | 10    |
| 2007/08 | CSKA Sofia        | 25    | 12    |
| 2008/09 | FC Terek Grozny   | 15    | 4     |
| 2009/10 | CSKA Sofia        | 7     | 1     |
| 2010/11 | Victoria Brănești | 10    | 0     |